# La Tombe de la Momie
Pour plus de détails, voir Fiche technique et Distribution.
La Tombe de la Momie (titre original : The Mummy's Tomb) est un film américain en noir et blanc réalisé par Harold Young, sorti en 1942. Il s'agit de la suite de La Main de la Momie (1940).
Le film fait partie de la série des Universal Monsters, et est devenu culte.

## Synopsis
Trente ans après avoir profané la tombe de la princesse Ananka et affronté la momie Kharis, Stephen Banning, maintenant un vieil homme, raconte au spectateur à travers un long flash-back ce qui s'était passé dans le film précédent. Après ce flash-back, Banning est assassiné dans sa maison par une momie, qui n'est autre que Kharis, venue pour se venger de la profanation de la tombe d'Ananka. La momie, qui est sous le contrôle d'un prêtre maléfique,  commence à s'en prendre à la famille de Banning. Le prêtre décide de faire d'une jeune femme, Isobel, son épouse au lieu de la tuer ; il ordonne à la momie de la kidnapper.

## Fiche technique
- Titre : La Tombe de la Momie
- Titre original : The Mummy's Tomb
- Réalisation : Harold Young
- Scénario : Neil P. Varnick
- Photographie :  George Robinson
- Montage : Milton Carruth
- Musique : Hans J. Salter, Frank Skinner (non crédité)
- Direction artistique :  Jack Otterson
- Décors :  Russell A. Gausman
- Maquilleur : Jack P. Pierce
- Costumes : Vera West
- Son : Bernard B. Brown, William Schwartz
- Effets spéciaux : Tim Baar
- Producteur : Ben Pivar
- Société de production et de distribution : Universal Pictures
- Pays d'origine : États-Unis
- Langue : anglais
- Format : noir et blanc - 1,37:1 - Format 35 mm - Son mono (Western Electric Recording)
- Genre : Film d'épouvante, Film de fantasy
- Durée : 60 minutes
- Dates de sortie :
  -  États-Unis : 23 octobre 1942
  -  France : 1er décembre 1948

## Distribution
- Lon Chaney Jr. : Kharis, la Momie
- Dick Foran : Stephen Banning
- John Hubbard : Dr John Banning
- Elyse Knox : Isobel Evans
- George Zucco : Andoheb
- Wallace Ford : 'Babe' Hanson
- Turhan Bey : Mehemet Bey
- Virginia Brissac : Mme Ella Evans
- Mary Gordon : Jane Banning
- Paul E. Burns : Jim
- Emmett Vogan : le coroner